# Back to the Future: The Game
Back to the Future: The Game is een adventure-spel van Telltale Games. Het spel is gebaseerd op de Back to the Future-franchise. De hoofdpersonages in het spel zijn Marty McFly en professor 'Doc' Emmett Brown.
De reeks bestaat uit 5 aparte episodes. De spellen zijn beschikbaar voor iOS, Mac OS, de PlayStation 3, de PlayStation 4, de Wii, Windows en de Xbox One.

## Geschiedenis
Back to the Future: The Game werd begin juni 2010 aangekondigd door Telltale Games, als onderdeel van een deal om spellen te maken van Universal Pictures’ Back to the Future en Jurassic Park.
De release van het eerste deel was gepland voor 1 september 2010, maar werd uitgesteld tot 22 december 2010.

## Gameplay
Het spel is een grafisch avonturenspel, waarin de speler Marty McFly bestuurt. Het spel heeft driedimensionale omgevingen waarin de speler Marty met onder andere de muis of het toetsenbord kan besturen. Marty kan in het spel voorwerpen onderzoeken, met mensen praten, en specifieke acties uitvoeren om puzzels op te lossen. Hij kan bepaalde voorwerpen meenemen voor later gebruik.

## Samenvatting titels en uitgiftedata
| |                                                                       |  |  |  |
| "It's About Time" | PC/Mac: 22 december 2010 PS3: 15 februari 2011 iPad: 17 februari 2011 |  |  |  |
| Synopsis Ondanks Marty dacht dat de DeLorean-tijdmachine was vernietigd, verschijnt deze plots in 1986 aan het huis van Doc. Marty komt te weten dat een tijdreizende Doc gestrand is in het jaar 1931. Marty reist naar dat jaartal en krijgt hulp van de jonge Emmet Brown (toen nog een tiener) om Doc te bevrijden uit de gevangenis. Doc wordt ervan verdacht betrokken partij te zijn bij de brandstichting van een speakeasy. Noties - Geregisseerd door Dennis Lenart - Ontworpen door Michael Stemmle, Andy Hartzell, Dave Grossman en Jonathan Straw - Geschreven door Michael Stemmle en Andy Hartzell |                                                                       |  |  |  |
| |                                                                       |  |  |  |
| "Get Tannen!" | PC/Mac: 16 februari 2011 PS3: 29 maart 2011 iPad: 20 april, 2011      |  |  |  |
| Synopsis Om zijn eigen leven in veiligheid te brengen en het bestuur van Hill Valley uit handen te houden van de Tannen-clan, moet Marty er in 1931 voor zorgen dat zijn grootvader niet wordt vermoord en dat Kid Tannen in de gevangenis belandt. Noties: - Geregisseerd door Peter Tsaykel - Ontworpen door Mike Stemmle, Andy Hartzell en Jonathan Straw - Geschreven door Michael Stemmle en Andy Hartzell |                                                                       |  |  |  |
| |                                                                       |  |  |  |
| "Citizen Brown" | PC/Mac: 28 maart 2011 PS3: 15 juni 2011                               |  |  |  |
| Synopsis Terug in 1986 ontdekt Marty dat Hill Valley werd omgevormd in een totalitarisme waar mensen worden gehersenspoeld door Citizen Brown, een alternatieve versie van Doc Brown. Noties: - Geregisseerd door Eric Parsons - Ontworpen door Jonathan Straw en Andy Hartzell - Geschreven door Jonathan Straw, Michael Stemmle en Andy Hartzell |                                                                       |  |  |  |
| |                                                                       |  |  |  |
| "Double Visions" | PC/Mac: 29 april 2011                                                 |  |  |  |
| Synopsis Marty en Citizen Brown komen tot het besef dat ze in 1931 enkele acties ongedaan moeten maken zodat Emmet en Edna elkaar niet zullen ontmoeten. Maar houdt Citizen Brown zich wel volledig aan zijn woord? Noties: - Geregisseerd door Dave Grossman - Ontworpen door Michael Stemmle en Andy Hartzell - Geschreven door Michael Stemmle en Andy Hartzell |                                                                       |  |  |  |
| |                                                                       |  |  |  |
| "Outatime" | PC/Mac: 23 juni 2011                                                  |  |  |  |
| Synopsis Edna en Citizen Brown trachten te voorkomen dat Emmet zijn uitvinding toont op de expositie. Toevallig belandt Edna in 1876 waar ze gans Hill Valley in vlammen doet opgaan. Marty dient naar 1876 te reizen om de tijdlijn te corrigeren. Dan moet hij ervoor zorgen dat Edna terug in 1931 geraakt. Bij zijn aankomst in 1986 is de tijdlijn hersteld. Of toch niet helemaal? Noties: - Geregisseerd door Dennis Lenart - Ontwerp door Michael Stemmle en Andy Hartzell - Geschreven door Michael Stemmle en Andy Hartzell                                                                             |                                                                       |  |  |  |

## Verhaal
Het spel is niet gebaseerd op een bestaande film uit de reeks, maar speelt zich af 6 maanden na Back to the Future Part III.

### Deel 1: It's About Time
Het spel start op 14 mei 1986. Doc Brown heeft zijn hond Einstein met de DeLorean tijdmachine naar de toekomst gestuurd. Doc heeft de machine zo ingesteld dat de auto een minuut later terug verschijnt. Na een minuut gebeurt er echter niets en Doc beseft dat hij iets over het hoofd heeft gezien. Omdat de hond in een andere tijdsdimensie zit en daar acties uitvoert, kunnen die de toekomst wijzigen. Even later vervaagt Doc en verdwijnt hij. Marty McFly wordt dan wakker uit zijn nachtmerrie. Marty weet dat Doc effectief aan het tijdreizen is, maar alle anderen denken dat hij op een onbekende locatie is gestorven of met de noorderzon is vertrokken. Daarom worden vandaag zijn spullen via openbare verkoop verkocht.
Marty spoedt zich naar het huis van Doc waar de verkoop al bezig is. Hij tracht zijn vader, die de verkoop leidt, te overtuigen dat Doc nog steeds levende is. Zijn vader is echter van mening dat de verkoop door moet gaan om de schulden van Doc af te lossen.
Marty tracht het logboek van Doc te vinden/kopen omdat daar alle uitvindingen van Doc in staan beschreven. Het zou een ramp zijn mocht het boek in de verkeerde handen terechtkomen. Marty vindt uiteindelijk het boek en wil naar huis gaan.
Dan verschijnt plots een lege DeLorean tijdmachine met enkel een vrouwenschoen en een cassettebandje. Op het bandje staat een boodschap van Doc met de melding dat Marty hem moet komen helpen. Echter weet Marty niet naar welk jaartal en welke specifieke dag hij moet reizen. Dankzij Einstein vindt Marty de eigenares van de schoen: Edna, een reporter op rust die een privéarchief heeft van alle dagelijkse edities van de krant waarvoor ze destijds werkte.
Uiteindelijk vist Marty uit dat hij moet terugkeren naar 13 juni 1931, toen er een drooglegging was in de Verenigde Staten. Daar vindt Marty Doc terug in de gevangenis. Doc wordt ervan verdacht betrokken partij te zijn in de ontplofte speakeasy: een illegale bar waar men alcoholische dranken schenkt.
Uit een krant die hij bij de reporter vond, weet Marty dat Doc de volgende dag door de maffioze Tannen-clan zal worden doodgeschoten terwijl hij wordt overgebracht van de gevangenis naar het gerechtsgebouw. Volgens Doc kan hij enkel bevrijd worden door een machine die hijzelf heeft uitgevonden. Daarom moet Marty op zoek gaan naar de jonge versie van Doc.
Doc was destijds in het geheim een uitvinder. Hij durfde er niet openlijk voor uitkomen uit vrees voor de reactie van zijn vader. Daarom is hij tegen zijn zin de assistent van zijn vader die rechter is. Uiteindelijk slaagt Marty erin om het vertrouwen van de jonge Doc te winnen. De jonge Doc mist echter een belangrijk onderdeel: de machine werkt op pure alcohol en die is zo goed als niet te vinden. Daarnaast heeft hij geen tijd omdat hij Arthur 'Artie' McFly, de grootvader van Marty, persoonlijk een dagvaarding moet overhandigen waardoor Artie zich zo snel mogelijk moet melden in het gerechtsgebouw. Marty beslist dat hij de dagvaarding zal overhandigen en voor de alcohol zal zorgen.
De alcohol vindt hij in een soepwinkel dat ook een dekmantel blijkt te zijn van een illegale alcoholhandel. Zowel de soep als de alcohol worden geleverd in identiek uitziende vaten. Marty vindt een manier om twee vaten te verwisselen. Edna, die naast reporter ook soeptransport doet, levert zo zonder het te weten een vat met alcohol af bij Doc thuis.
Marty maakt vervolgens met instructies van de jonge Doc de machine en gaat daarmee naar de gevangenis. Marty is te laat: Doc werd zonet overgebracht naar een nieuwe locatie. Marty achtervolgt de transportwagen en bevrijdt Doc. Wanneer ze terug willen reizen naar 1986 vervaagt Marty en staat hij op het punt te verdwijnen.

### Deel 2: Get Tannen
Dankzij de krant die Marty vanuit 1986 had meegebracht, komt hij te weten dat nu niet Doc, maar wel Artie mcFly zal in elkaar geslagen worden en voor dood worden achtergelaten door de Tannen-clan wanneer hij het gerechtsgebouw verlaat. Hierdoor zal Artie nooit zijn vrouw Sylvia ontmoeten, waardoor hun zoon George ook nooit zal worden geboren. Rechtstreeks gevolg is dat Marty ook nooit zal bestaan. Om dit terug recht te zetten, stelt Doc voor om enkele uren terug te reizen. Net voordat ze de Delorean-tijdmachine willen starten, wordt hij aangehouden door een politieman. Marty kan zich verbergen en vindt uiteindelijk een manier om zelf te vertrekken. De politieman is hierdoor afgeleid, waardoor Doc kan ontsnappen.
Eenmaal terug aangekomen in Hill Valley zit Artie al in het gerechtsgebouw. Marty kan het gebouw niet betreden, want zijn alter ego staat voor het gebouw te praten met de jonge Doc. Wanneer beide Marty's elkaar zouden zien, zal er een tijdsparadox ontstaan met desastreuze gevolgen. Uiteindelijk vindt Marty dankzij de hond Einstein een manier om zijn alter ego af te leiden. Marty kan voorkomen dat Artie wordt vermoord, maar niet dat zijn grootvader wordt ontvoerd door de Tannen-clan. Zij nemen hem mee naar de illegale discotheek onder de soepwinkel en verdoven hem met een ietwat overdosis chloroform waardoor hij niet direct bij zijn positieven komt. Marty vindt een manier om in het gebouw te geraken en om Artie te bevrijden. Marty neemt Artie mee naar de oudere versie van Doc. Marty en Doc geven Artie de raad om zich op de achtergrond te houden tot wanneer Kid Tannen voorgoed is opgesloten. Daarnaast vertellen ze Artie dat hij zeker en vast op zoek moet gaan naar een vrouw met de naam Sylvia (de grootmoeder van Marty).
Marty en Doc reizen naar 15 mei 1986 waar alles op het eerste gezicht normaal lijkt. Wanneer Marty zijn huis wil binnengaan, is alles op slot. Zijn ouders willen de deur niet opendoen: hun zoon Marty is 2 jaar geleden de stad ontvlucht uit vrees voor de Tannen-clan. Wanneer hij ooit terugkeert, zal hij door hen worden vermoord. Daarnaast blijkt dat George McFly in een rolstoel zit. Blijkbaar wordt gans de stad geterroriseerd door de Tannen-clan die iedereen uitbuit en geld aftroggelt. Ze zijn zover geïnfiltreerd in het politieke systeem dat de politie geen actie onderneemt. Dan blijkt dat Kid Tannen in 1934 nooit werd opgepakt waardoor Biff Tannen nu plots nog twee broers heeft.
Wanneer Marty aan Biff en zijn broers weet te ontsnappen, wordt hij onder schot gehouden door Kid Tannen. Dankzij Doc wordt hij gered. Beiden reizen terug naar 26 augustus 1931 om ervoor te zorgen dat Kid Tannen achter de tralies geraakt. Hiervoor moet Marty infiltreren in de illegale discotheek. De Tannen-clan kent zijn gezicht echter, daarom moet Marty zich vermommen en zich voordoen als lid van een andere maffiabende. Marty slaagt in zijn opzet en Kid Tannen wordt door de politie ingerekend.
De jonge Doc wil 's avonds naar de bioscoop gaan om Frankenstein te zien. Volgens de oude Doc kreeg hij tijdens deze film een grandioos idee. Uit dank heeft hij nog steeds zijn bioscoopticket op zak. Door toedoen van Marty komt de jonge Doc in contact met Edna.
Wanneer Marty terugkeert met de oude Doc naar 15 mei 1986 vervaagt plots het oude bioscoopkaartje. De Delorean tijdmachine heeft echter al zo'n vaart gemaakt dat terugkeren onmogelijk is. Terwijl de tijdmachine terugflitst naar 1986 zien we dat de jonge Doc en Edna aan de ingang van de bioscoop staan, maar deze verlaten.
Aangekomen in 1986 verliest Marty de controle over de tijdmachine en belandt deze in een groot reclamebord. Doc is plots uit de tijdmachine verdwenen. Op het reclamebord staat een grote eerder duivelse foto van Doc die blijkbaar de stad onder zijn controle heeft.

### Deel 3: Citizen Brown
Marty keert met de Delorean tijdmachine vanuit 1931 terug naar 15 mei 1986 en belandt in een groot reclamebord dat net buiten Hill Valley staat. Omdat de tijdmachine onbruikbaar is, gaat Marty op zoek naar doc Brown. Rond Hill Valley staat nu een grote, hoge muur met enkele beveiligde toegangspoorten. In de stad ontdekt Marty dat hij wordt aangesproken met Martin en dat hij in het nieuwe 1986 gekend is als een echte nerd. Ook ziet de stad er ietwat anders uit en hangen er overal bewakingscamera's. Auto's werden vervangen door golfkarretjes.
Agent Parker, de vader van Jennifer, wijst Martin erop dat hij niet reglementair gekleed is. Zo draagt hij een verkeerde kleur van polo en heeft hij zijn verplicht naamkaartje niet bij. Hiervoor krijgt Marty prompt een bekeuring. Volgens agent Parker zijn de 3 meest verboden zaken in Hill Valley: iemand in het openbaar omhelzen of kussen, alcohol en het houden van honden. Hill Valley is een totalitarisme met aan het hoofd "Citizen Brown" (inwoner Brown) die een maatschappij heeft ontwikkeld waarin zowat iedereen gelijkwaardig is. Zo zal elke inwoner een optimistische en gelukkige persoon zijn. Een persoonlijke afspraak met Citizen Brown is mogelijk, maar er is reeds een wachtlijst van meer dan 2 jaar.
Elke inwoner heeft een verplicht af te werken takenpakket. Zo dient Biff Tannen reclame te maken voor het nieuwe "Citizen Plus"-programma. Hij heeft dit zelf gevolgd nadat hij enkele relletjes had uitgelokt. Nu krijgt hij braakneigingen wanneer hij nog maar denkt aan een rel. Marty's moeder Lorraine is in het park om het standbeeld te kuisen. Zij is eerder gedeprimeerd en is het beu dat haar man George haar constant opvolgt via de bewakingscamera's.
Eenmaal thuis aangekomen, vindt Marty in hun garage de werkplaats van zijn vader. Hij is inderdaad beveiligingsagent en het is zijn taak om alle onregelmatigheden te noteren en door te geven aan Citizen Brown. Hierdoor weet George dat er heel wat ongelukkige mensen zijn, maar hij durft die opnames niet geven aan "Citizen Brown" uit vrees voor zijn reactie. Daarnaast heeft Lorraine al verschillende berispingen gehad omwille van vermoedelijk alcoholmisbruik. Als ze nog 1 berisping krijgt zal de ganse familie McFly uit Hill Valley worden gezet.
Om de tijdlijn recht te zetten, maakt Marty vriendschap met de hond Einstein (die nu als straathond rondloopt) en kan hij Jennifer overtuigen om hem in het openbaar te kussen. Ook wordt hij gespot met alcohol. Gezien Marty volgens de wet drie grote criminele feiten heeft gepleegd, wordt hij overgebracht naar "Citizen Brown" die in werkelijkheid Emmet 'Doc' Brown is. Het totalitarisme was niet zijn idee, wel dat van zijn vrouw Edna die hem heeft kunnen overtuigen. Citizen Brown gelooft dat Marty een tijdreiziger is die de tijdlijn komt herstellen, maar gelooft niet dat de inwoners ongelukkig zijn. Edna luistert het gesprek in het geheim af.
Wanneer Marty terug thuis is, ontdekt hij dat de video-opnames uit het archief werden gestolen. Gelukkig heeft de dief de meest recente cassette niet uit de videorecorder gehaald zodat hij al snel wordt geïdentificeerd: Biff Tannen. Marty spreekt Biff hierover aan. Biff herinnert zich niet wat hij het afgelopen uur heeft gedaan. Uiteindelijk blijkt dat Edna Biff kan manipuleren/hypnotiseren vanop afstand.
In de slotscène vertelt Edna dat ze Emmet Brown heeft opgenomen in haar "Citizen Plus"-programma en dat door die hersenspoeling Emmet terug een goede burger zal worden. Ze dreigt dat Marty de eerstvolgende persoon is die aan het programma wordt onderworpen.

### Deel 4: Double Vision
Marty wordt wakker in het "Citizen Plus"-gebouw en zit opgesloten in een cel. Edna wil Marty hersenspoelen om van hem een goede burger te maken. Ondertussen is de procedure al begonnen op Citizen "Emmet" Brown. Dankzij het interne communicatiesysteem kan Marty contact leggen met zijn vader en Jeniffer. Deze laatste helpt Marty om te ontsnappen. Het lukt hem ook om Doc te bevrijden. Samen vluchten ze naar buiten.
Terwijl Marty zich verstopt, gaat Citizen Brown de tijdmachine halen. Even later vindt Edna Marty, maar Citizen Brown verschijnt met de tijdmachine en sleurt Marty met hem mee. Citizen Brown zegt dat hij na zijn vertrek (voor Marty enkele minuten geleden) zes maanden nodig had om de tijdmachine te repareren. Hij is daarna teruggekeerd naar het moment waarop hij zonet Marty had verlaten. Hij is een paar minuten later aangekomen dan gepland, maar wijdt dit aan een probleem in de calibratie van de tijdmachine.
Daarop vertrekken Citizen Brown en Marty naar 26 augustus 1931 's avonds op de dag dat Kid Tannen werd gearresteerd en Emmet de film "Frankenstein" zou bekijken. Hier zou Doc een idee krijgen dat hij op de wetenschapsbeurs van Hill Valley, twee maanden later, wil voorstellen. Marty had echter in "Get Tannen" de jonge Emmet en Edna met elkaar in contact gebracht waardoor zij die avond op elkaar verliefd zijn geworden. Hierdoor heeft de jonge Emmet de film nooit gezien.
Marty ontdekt al snel dat ze op 12 oktober 1931 zijn aangekomen: de expositie start al vanavond. Marty snelt naar Citizen Brown om dit te melden. Na enkele testen besluit Citizen Brown dat hij steeds enkele dagen eerder is aangekomen dan ingesteld. Hij wil voorlopig geen verdere testen doen omdat er al te veel alter ego's rondlopen. Marty dient dus de jonge Emmet te overtuigen dat Edna geen goede vrouw voor hem is.
In het laboratorium merkt Marty dat de jonge Emmet een net wit maatpak draagt. Het is een erfenis van de grootvader van Edna. Emmet zal Edna vanavond ten huwelijk vragen. Zij is trouwens op het idee gekomen om een machine te maken die aantoont in hoeverre iemand een modelburger is. Marty start een test op Emmet en vindt een manier om de resultaten te beïnvloeden.
Marty tracht vervolgens het maatpak van Emmet te besmeuren met smeerolie, maar Emmet heeft een vloeistof ontwikkeld die eender welke plek verwijdert. Het product is nog niet optimaal: zodra alle ingrediënten zijn toegevoegd, is de vloeistof maar iets meer dan 24 uur goed. Daarna wordt het een zuur dat elke stof of vezel vernietigd.
Tot groot ongenoegen van Edna werd zangeres Trixie Trotter ondertussen door Arthur McFly aangenomen als mascotte van de expositie. Marty vindt concrete aanwijzingen dat Trixie niet aan alle eisen voldoet. Wanneer Edna dit verneemt, wordt Trixie ontslagen. Trixie wil op haar beurt wraak nemen en doet alsof Emmet haar vorige liefde was. Marty heeft ondertussen een manier gevonden waardoor het "anti-vlekken-middel" niet meer werkt en het maatpak wordt vernietigd. Emmet wil dan aantonen dat hij een modelburger is, maar volgens de machine valt hij in de categorie "hooligan". Daarop verbreekt Edna de relatie omdat Emmet niet de geschikte man is. Marty is blij met zijn opzet, maar Citizen Brown is minder gelukkig. Volgens Marty zou Citizen Brown blij moeten zijn: nu zit men in de situatie van wat er zou moeten gebeurd zijn.
Daarop raadt Citizen Brown Marty aan om de jonge Emmet te zoeken. Deze laatste wil zelfmoord plegen omdat zijn relatie op de klippen is gelopen, maar Marty kan hem op andere gedachten brengen. Dankzij een opkomend onweer krijgt Emmet plots de inspiratie die hij had moeten opdoen tijdens het bekijken van Frankenstein. Hij komt tot het besluit dat wetenschap het belangrijkste is in zijn leven.
In de eindscene zien we Citizen Brown in de tijdmachine. Hij pikt Edna onderweg op. Citizen Brown vertelt Edna dat hij getrouwd was met iemand die een bizar idee had over de samenleving. Hij komt tot de conclusie dat zijn vrouw niet slecht was, maar wel zijn beroep als wetenschapper waardoor hij dat allemaal kon verwezenlijken.

### Deel 5: Outatime
Marty wordt gewekt op 19 oktober 1931 door de telefoon: het is Emmet vanuit de exporuimte. Emmet heeft in zijn labo een onderdeel vergeten voor zijn uitvinding en vraagt of Marty dit wil brengen. Aan de expositie tracht Citizen Brown het onderdeel te stelen: als Emmet vandaag zijn project niet kan voorstellen, zal zijn droom als wetenschapper in het water vallen. Edna kan dan later niet vragen om zaken uit te vinden die aanleiding waren tot het totalitarisme.
In het expogebouw blijkt dat Trixie Trotter terug is aangenomen dankzij Artie McFly. Edna heeft de stand van Emmet door agent Parker laten sluiten omdat de "electrokinetic levitator", een soort van vliegende auto, veel te gevaarlijk is. Daarnaast had ze de vorige avond een gesprek met Citizen Brown (die zich voorstelde als "Carl Sagan"): Marty is een spion die de expositie wil saboteren en zijn echte naam is Yakov Smirnoff. Agent Parker gelooft Edna niet en denkt dat ze niet goed bij haar hoofd is. Desondanks is ze in Hill Valley gekend als een goede reporter en heeft ze een zeer sterke band met de burgemeester. Parker vraagt daarom aan Marty om uit te pluizen of Edna ergens een geheim heeft dat haar reputatie zal kelderen. Via een list achterhaalt Marty dat Edna de speakeasy in brand heeft gestoken. Daarop wordt ze prompt gearresteerd door agent Parker, maar ze kan ontsnappen. Vervolgens dient Marty ook Emmet te vinden, die blijkbaar verdwenen is. Citizen Brown tracht hem te verstoppen, maar Marty vindt Emmet in een watertank.
Marty verlaat de expositieruimte en ziet nog net Edna instappen in de Delorean tijdmachine. Op de grond ligt Citizen Brown die vervaagt en even later verdwijnt. Daarop komt Emmet buiten: de voorstelling van de "electrokinetic levitator" was een waar succes totdat hij, omwille van een foutieve handeling, de halve expositie vernielde. Hierop werd hij gediskwalificeerd. Emmet vindt dit niet erg: in zijn ogen is zijn test geslaagd en zal hij zeker en vast wetenschapper worden. Emmet begint Marty allerlei vragen te stellen vanwaar hij komt. Marty geeft een stuk van de krant uit 1986 aan Emmet op voorwaarde dat deze belooft om het artikel pas te lezen als hij "De sleutel van de stad" heeft gevonden en dat dan alles wel duidelijk zal worden. Daarop nemen ze afscheid.
Dankzij dat krantenartikel kan Doc Brown vanuit 1986 terugkeren om Marty op te pikken. Niet veel later verschijnt Doc Brown dan ook met zijn tijdmachine. Plots komt een verwarde agent Parker: Edna is met een futuristische wagen in het niets verdwenen. Enkele seconden later verdwijnt agent Parker, daarop verdwijnt het expositiegebouw, de andere gebouwen en niet veel later staan Marty en Doc Brown te midden van de wildernis naast een zandweg.
Daar ontmoeten ze William McFly, de overgrootvader van Marty. William weet van zijn vader dat er op deze plek ooit een dorpje was, maar dat het is verdwenen. De enige persoon die in de buurt woont, is een oude demente dame. Marty en Doc Brown zoeken haar op: het is Edna die in 1931 ongewild naar het verleden is gereisd. Edna, nog steeds met eenzelfde karakter, krijgt een psychose wanneer ze plots Marty en Doc Brown ziet. Zo achterhalen ze dat Edna naar het jaar 1876 is gereisd waar ze op 17 juli een saloon in brand heeft gestoken omdat ze tegen alcohol is. De brand heeft ervoor gezorgd dat gans Hill Valley werd vernield. Marty en Doc reizen naar die dag om haar tegen te houden. Doc Brown vindt haar in de saloon en tracht haar te overhalen. Hierdoor wordt Beauregard Tannen, de grootvader van Biff Tannen, wakker. Hij houdt zowel Doc als Edna onder schot. Marty heeft zich tijdig afzijdig kunnen houden en zoekt een manier om zowel Edna als Beauregard uit te schakelen. Hierin lukt hij, maar toch kan Edna ontsnappen met haar Delorean. Marty en Doc achtervolgen haar met hun machine. Doc heeft in zijn 1986 een toestel ontwikkeld om de tijdinstelling van één tijdmachine te synchroniseren met dat van een andere. Zo stellen ze beide machines in op 13 oktober 1931 's avonds. Eenmaal daar wordt Edna door agent Parker gearresteerd en belandt ze in de gevangenis. Dan is er nog 1 probleem: Artie McFly heeft een relatie met Trixie Trotter in plaats van met Sylvia. Uiteindelijk blijkt dat Trixie Trotter de schuilnaam is van Sylvia Miskin die in werkelijkheid Marty's echte grootmoeder is.
Daarop reizen Marty en Doc terug naar 15 mei 1986. Marty ontdekt al snel dat er enkele kleine zaken zijn gewijzigd: Doc en Clara houden een garageverkoop (in plaats van een openbare verkoop door de bank), Edna Strickland is een lieve dame geworden die elke dag met hond Einstein gaat wandelen. Zij heeft in de gevangenis Kid Tannen ontmoet. Omwille van goed gedrag zijn ze vrijgelaten en getrouwd: hierdoor is Biff Tannen nu de pleegzoon van Edna. Biff is nog steeds onderdanig ten opzichte van George McFly.
Plots duikt er een tijdmachine op: het is Marty McFly, zo'n jaar of 50, vanuit de toekomst. Hij komt Doc en zijn jongere ik halen om hun klein-klein-klein-kinderen te redden. Doc waarschuwt dat hij zijn jongere versie niet mag zien, maar volgens de oude Marty is dit geen probleem meer. Daarop komt een tweede tijdmachine met een andere Marty Mcfly. Hij komt Doc en zijn jongere ik halen omdat er een probleem is met Jeniffer en hun 12 kinderen. Daarop verschijnt nog een derde tijdmachine met een nog andere oudere Marty McFly: hij komt ruzie maken met zijn twee oudere-alter-ego's omdat zij steeds elkanders toekomstige tijdlijn onderling manipuleren en uitvegen. Doc Brown en de jonge Marty beslissen om met hun tijdmachine te vertrekken om uit te zoeken wat er mis is gelopen. Vervolgens verschijnen de credits. Na de credits komt de melding "To be continued..."

## Trivia
- In het spel wordt de stem van de oude Doc ingesproken door Christopher Lloyd: dezelfde acteur als in de films.
- Ook Claudia Wells verleende opnieuw haar stem aan het personage Jennifer.
- De stem van Marty McFly is van AJ LoCascio, die vrijwel identiek lijkt als die van Michael J. Fox.
- Op 4 juni 2011 kondigde TellTale Games aan dat Michael J. Fox de stem van twee personages heeft ingesproken voor het laatste deel "Outatime".[13] Tijdens het spel wordt duidelijk dat Fox de stem van 4 personages heeft ingesproken: William McFly (de overgrootvader van Marty) en drie futuristische versies van Marty McFly die vanuit de toekomst naar 1986 reizen.
- Een officiële reden waarom Michael J. Fox de stem van Marty McFly niet heeft ingesproken, is onbekend. Wel is het in "Outatime" duidelijk dat de stem van Fox ondertussen te oud is geworden en daardoor niet meer klinkt als dat van een tiener.
- Outatime is ook het kenteken van de nummerplaat van de DeLorean tijdmachine uit de eerste film.
- Wanneer Marty aan de oude Doc in "Get Tannen" vraagt "Waarom hebben blijkbaar alle Tannens zulk gedrag?" krijgt hij als antwoord: "Waarschijnlijk hebben de Tannens in hun DNA nog genen die rechtstreeks afstammen van de neanderthaler.
- "It's about time" kan vanaf begin april 2011 gratis worden gedownload op de site van Telltale Games. Het betreft hier de hele episode, geen demo.